# Luleå missionskyrka
Luleå missionskyrka är en kyrkobyggnad som tillhör Luleå missionsförsamling. Kyrkan ligger i centrum av Luleå.